# ディノドントサウルス
ディノドントサウルス (Dinodontosaurus) は中生代三畳紀中期に現在の南アメリカに生息していた草食の単弓類。単弓綱・獣弓目・異歯亜目・ディキノドン下目。学名は「恐ろしい歯のトカゲ」を意味する。

## 特徴
全長2〜3mで、三畳紀の単弓類としては大型。学名は、やや後方に突き出た2本の大きな牙に由来する。ディキノドン類に特徴的な角質の嘴は先が比較的鈍く、頭部裏側の筋肉付着も目立たない。コックスは、同地域のスターレッケリアと共通なこの特徴から、現生のシロサイと同様な食性に結びつけた。幼体も多数発見されており、哺乳を行っていたと考えられた。
マセトグナトゥスやプロテロチャンプサ類など、本種は様々な四肢動物と共存しており、地域によって身体の大きさに差があった。

## 分布
ブラジル南部、リオ・グランデ・ド・スル州のパラナ堆積層から多数の化石が出土している。フリードリヒ・フォン・ヒューネや、命名者のアルフレッド・ローマーが所属するハーバード大学の調査団が1930年代から発掘調査を行なった。ヒューネの収集した化石はテュービンゲン大学に保存されているが、これらを調査したルーカスらは、これらの化石標本が単一の個体から成るものではなく、ヒューネの立てた2つの種が幼体と成体の違いであるとし、また、アルゼンチン北西部イスキチューカ層から報告されているいくつかの種を検討して、これらがディノドントサウルスと同一であり、この属がモノタイプであるとした。さらに、ルーカスはドイツ南部で発見されたディキノドン橈骨の化石がディノドントサウルスに近縁の種である可能性があるとしている。